# Kodeks 0166
Kodeks 0166 (Gregory-Aland no. 0166; Soden α 1017) – grecki kodeks uncjalny Nowego Testamentu na pergaminie, paleograficznie datowany na V wiek. Rękopis przechowywany jest w Heidelbergu. Do naszych czasów zachował się jedynie fragment jednej karty.

## Opis
Do dziś zachował się fragment jednej karty kodeksu (5 na 7,4 cm) z tekstem Dziejów Apostolskich 28,30-31 (na stronie recto) i Listu Jakuba 1,1 (strona verso).
Tekst pisany jest dwoma kolumnami na stronę, w 28 linijkach w kolumnie, niewielką uncjałą. Stosuje przydechy i akcenty. Fragment zawiera 9 linii z 99 literami. Oryginalna karta zawierała prawdopodobnie 219 liter.

## Tekst
Tekst kodeksu reprezentuje mieszaną tradycję tekstualną. Kurt Aland zaklasyfikował go do kategorii III.
| Strona recto (Dzieje 28,30-31) ΕΝ]ΕΜ[ΕΙΝΕΝ] ΔΕ ΔΙΕΤΙΑΝ ΟΛΗΝ ΕΝ ΙΔΙΩ ΜΙΣΘΩΜΑΤΙ ΚΑΙ ΑΠΕΔΕ[ΧΕΤΟ] ΠΑΝΤΑΣ [ΤΟΥΣ] ΕΙΣΠΟΡΕΥΟ[ΜΕ] ΝΟΥΣ ΠΡΟ[Σ ΑΥΤΟΝ] ΚΗΡΥΣ[ΣΩΝ ΤΗΝ [ΒΑΣ]ΙΛ[ΕΙΑΝ] | Strona verso (Jakub 1,11) [ΚΑ]Υ[Σ]ΟΝ[Ι] [ΚΑΙ ΕΞΗΡΑΝ]ΕΝ ΤΟ [Ν ΧΟΡΤΟΝ ΚΑ]Ι ΤΟ Α [ΝΘΟΣ ΑΥΤΟΥ] ΕΞΕΠΕ [ΣΕΝ ΚΑΙ] Η ΕΥΠΡΕ [ΠΕΙΑ Τ]ΟΥ ΠΡΟΣΩΠΟΥ [ΑΥΤΟ]Υ ΑΠΩΛΕΤΟ [ΟΥΤΩΣ ΚΑΙ Ο ΠΛΟΥΣΙΟΙΣ [ΕΝ Τ]ΑΙ[Σ ΠΟΡΕΙΑΙΣ] |

## Historia
Kodeks datowany jest przez INTF na V wiek.
Rękopis został znaleziony w Egipcie. Tekst rękopisu opublikował A. Deissmann w 1905. C.R. Gregory wciągnął go na listę rękopisów Nowego Testamentu w roku 1909.
Rękopis jest przechowywany w bibliotece Uniwersytetu w Heidelbergu (Pap. 1357), w Heidelbergu.